# Lipogramma anabantoides
Lipogramma anabantoides J.E. Böhlke, 1960 è un piccolo pesce d'acqua salata appartenente alla famiglia Grammatidae.

## Descrizione
È un pesce di dimensioni molto ridotte, che supera di poco il centimetro di lunghezza.

## Distribuzione e habitat
Vive in una porzione piuttosto vasta dell'Oceano Atlantico occidentale compresa tra la Florida, le coste orientali del Messico, quelle di Cuba, di Haiti, della Repubblica Dominicana e di Guatemala, Honduras, Panama, Colombia e Venezuela.
Popola la barriera corallina, non oltre gli 80 m di profondità.